# 王茂荫

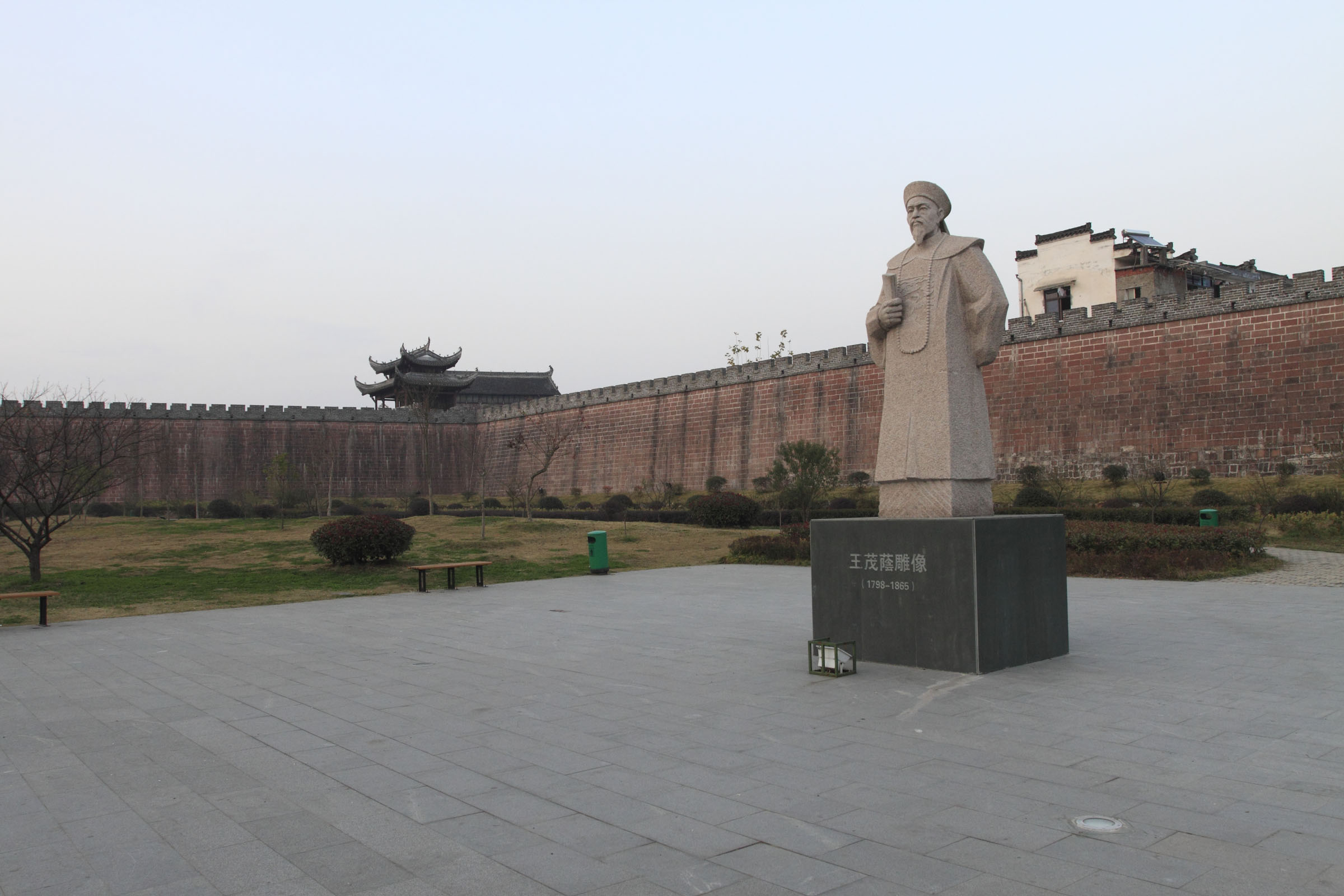
歙县城墙前的王茂荫雕像

王茂荫（1798年4月26日—1865年8月13日），字椿年、号子怀，本名王茂萱，字树之，号薖甫，安徽歙县人。清朝政治人物。

## 生平
嘉庆三年三月十一日（1798年4月26日），王茂荫生于歙县旱南杞梓里村的一个茶商之家，本名王茂萱。其家族属于太原王氏，系洪州刺史、江南西道观察使王仲舒之后，于唐末迁居歙州，自明初起定居杞梓里。王茂荫是迁居杞梓里的承庆祠第十五世，家中长子。父亲王应矩（1776-1848）是著名茶商，常年在外经商。在他六岁时，生母三阳洪氏病故，由祖母方太夫人、继母北岸吴氏和姑母王柏芝抚养成人。
1805年，王茂萱八岁入私塾，曾求学于吴柳山、钱伯瑜等先生。在多次参加乡试不第后，在道光十年（1830年）三十三岁离乡，前往北京通州，协助父亲经营家族企业森盛茶庄（1780年创办）。次年（1831年），王茂萱捐监生，改名王茂荫，字椿年、号子怀，应顺天府乡试中举人，再次年即道光十二年（1832年）壬辰科进士，钦点户部广西司主事。历任监察御史、户部右侍郎兼管钱法堂事务及兵、吏、工部侍郎等职。
多次提出防剿太平军和其他农民军的方略。咸丰元年(1851年)上《条议钞法摺》，提出发行可兑现银钞，以解决财政危机，被议驳。咸丰四年（1853年）任户部右侍郎兼管钱法堂事务，又连上三摺，反对铸当百、当五百、当千大钱，指出“官能定钱之值，而不能限物之值”，铸大钱必然使得物价上涨；次年又针对发行不兑现纸币提出兑现主张，遭咸丰帝“严行申饬”。马克思在《资本论》中对其货币思想给予赞赏。他也是唯一一个《资本论》提到的中国人。
同治四年（1865年）二月，王茂荫扶继母灵柩自江西吴城镇回籍安葬，因已无栖身之所，于是辗转至雄村义成购得朱姓商人宅第，修葺后命名为“天官第”。匾额为李鸿章手书。两个月后（农历六月廿二，公历8月13日），王茂荫在天官第病故。
死后葬于岑山渡村北的御史山。

## 遺跡
王茂荫在歙县杞梓里村的出生地，已在1860年前后清军与太平军的激战中成为焦土废墟。
王茂荫在北京为官三十年，一直独自居住，故居位于宣武门外大街103号至107号的北京歙县会馆。
歙县雄村义成的王茂荫宅“天官第”今天尚存，2019年列为第八批安徽省文物保护单位。

其五世孙王自燮（1924-2001）曾是安徽省黄山市政协副主席，民革市委主委。

## 延伸阅读
[在维基数据编辑]
 《清史稿·卷422》，出自趙爾巽《清史稿》

## 資料來源
1. ↑  王茂荫 （页面存档备份，存于）. 中安在线.
2. ↑  叶坦. . 学术界. 2004, (5)  [2010-12-13]. （原始内容存档于2011-09-30）.
3. ↑  陈平民：王茂荫义成旧居“天官第”诠释，黄山日报，2023-03-01
4. ↑  . 2017-06-26  [2023-06-12]. （原始内容存档于2023-06-12）.
5. ↑  . 黄山日报. 2015-11-06  [2023-06-12]. （原始内容存档于2023-05-09）.
6. ↑  北京王茂荫故居 （页面存档备份，存于）. 新华网北京频道.
7. ↑  . 安徽省人民政府办公厅. 2019-03-28  [2021-07-04]. （原始内容存档于2019-10-18）.

- 楼一飞：〈王茂荫纸币思想新论（页面存档备份，存于）〉。